# Aldo Gargani
Aldo Giorgio Gargani (Génova, 1933 – Pisa, 18 de junio de 2009) fue un filósofo italiano.

## Biografa
Licenciado en Filosofia en la Scuola Normale Superiore de Pisa, siguió sus estudios en la Universidad de Oxford y el Queen's College. Dio cursos de Estética e Historia de la filosofía en la Universidad de Pisa. Se formó en Pisa con Francesco Barone, orientándose hacia la filosofía analítica. De hecho, continuó sus estudios, colaborando con Giulio Lepschy, entonces profesor en el University College de Londres, y realizando su investigación en Queen's College bajo el liderazgo de Brian Francis McGuinness.
Fue un estudioso de Ludwig Wittgenstein y contribuyó al descubrimiento de la sociedad italiana de autores como Bertrand Russell, George Edward Moore, Gilbert Ryle, Alfred Jules Ayer, David Pears, de filósofos estadounidense como Nelson Goodman, Hilary Putnam, Richard Rorty, Donald Davidson, Saul Kripke, y de escritores austríacos como Thomas Bernhard y Ingeborg Bachmann.
Sus campos de estudio han sido principalmente la filosofía del lenguaje, la estética, la epistemología, el psicoanálisis y la cultura austriaca. De particular interés es también su intento de escritura filosófica narrativa, como en Sguardo e Destino (1988), L'altra storia (1990) y Il testo del tempo (1992).

## Obras

### Monografía
- Linguaggio ed esperienza in Ludwig Wittgenstein, Le Monnier, Florencia 1966.
- Hobbes e la scienza, Einaudi, Turín 1971 (ultima ed. 1997).
- Introduzione a Wittgenstein, Laterza, Roma-Bari 1973 (ultima ed. 2007).
- Il sapere senza fondamenti. La condotta intellettuale come strutturazione dell'esperienza comune, Einaudi, Turín 1975 (Mimesis, Milano 2009).
- Wittgenstein tra Austria e Inghilterra, Stampatori Editore, Turín 1979.
- Kafka oggi [1883-1983] (con M. Freschi), Guida, Nápoles 1984.
- Lo stupore e il caso, Laterza, Roma-Bari 1985.
- Sguardo e destino, Laterza, Roma-Bari 1988.
- L'altra storia, il Saggiatore, Milán 1990.
- La frase infinita. Thomas Bernhard e la cultura austriaca, Laterza, Roma-Bari 1990.
- Il testo del tempo, Laterza, Roma-Bari 1992.
- Il coraggio di essere. Saggio sulla cultura mitteleuropea, Laterza, Roma-Bari 1992.
- Stili di analisi. L'unità perduta del metodo filosofico, Feltrinelli, Milán 1993.
- L'organizzazione condivisa. Comunicazione, invenzione, etica, Guerini, Milán 1994.
- Il pensiero raccontato. Saggio su Ingeborg Bachmann, Laterza, Roma-Bari 1995.
- Una donna a Milano, Marsilio, Venecia 1996.
- Il filtro creativo, Laterza, Roma-Bari 1999.
- Wittgenstein. Dalla verità al senso della verità, Plus (Universidad de Pisa), Pisa 2003.
- Mondi intermedi e complessità (con Alfonso M. Iacono) Ets, Pisa 2005.  ISBN 88-467-1392-3
- Wittgenstein. Musica, parola, gesto, Cortina, Milano 2008.
- La filosofia della cura (con G. Bocchi), ASMEPA Edizioni, Bentivoglio (BO) 2012. ISBN 978-88-97620-53-2
- L'arte di esistere contro i fatti. Thomas Bernhard, Ingeborg Bachmann e la cultura austriaca, introduzione di Marco Ciaurro, Lamantica Edizioni, Brescia, 2017